# Hierochloe pusilla
Hierochloe pusilla är en gräsart som beskrevs av Eduard Hackel. Hierochloe pusilla ingår i släktet Hierochloe och familjen gräs. Inga underarter finns listade i Catalogue of Life.